# آماندا ساندرلی
آماندا ساندرلی (ایتالیایی: Amanda Sandrelli؛ زادهٔ ۳۱ اکتبر ۱۹۶۴) بازیگر اهل ایتالیا است.
از فیلم‌ها یا برنامه‌های تلویزیونی که وی در آن نقش داشته‌است، می‌توان به زندگی عجیب است، نیروانا، مرا به خاطر بسپار، عشق من و یک زندگی خشن اشاره کرد.